# Gastrodia madagascariensis
Gastrodia madagascariensis är en orkidéart som beskrevs av Rudolf Schlechter och Joseph Marie Henry Alfred Perrier de la Bâthie. Gastrodia madagascariensis ingår i släktet Gastrodia och familjen orkidéer. Inga underarter finns listade i Catalogue of Life.